# Insula Cornwallis, Canada

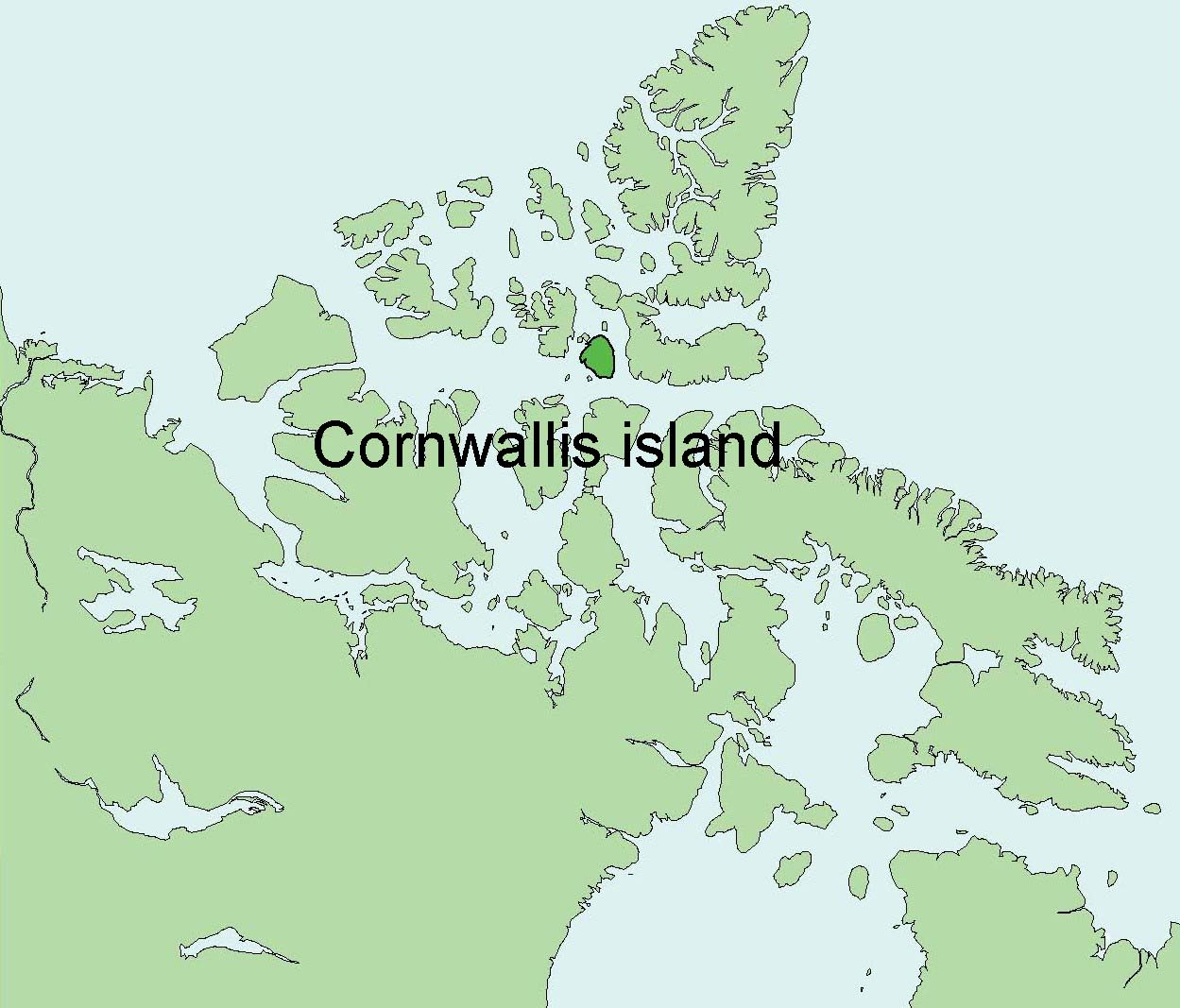
Localizarea insulei Cornwallis în Arhipelagul Arctic Canadian

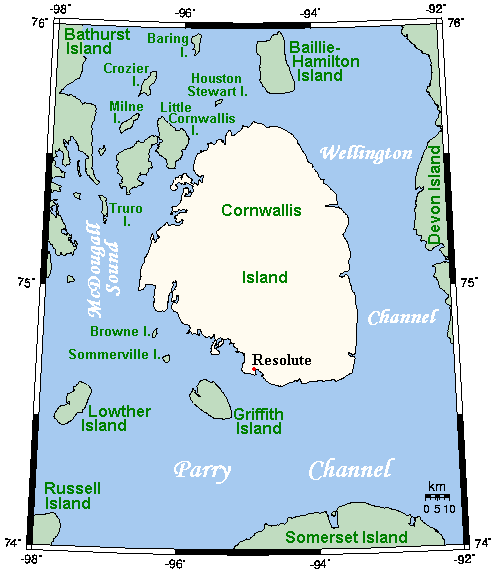
Insula Cornwallis şi împrejurimile sale

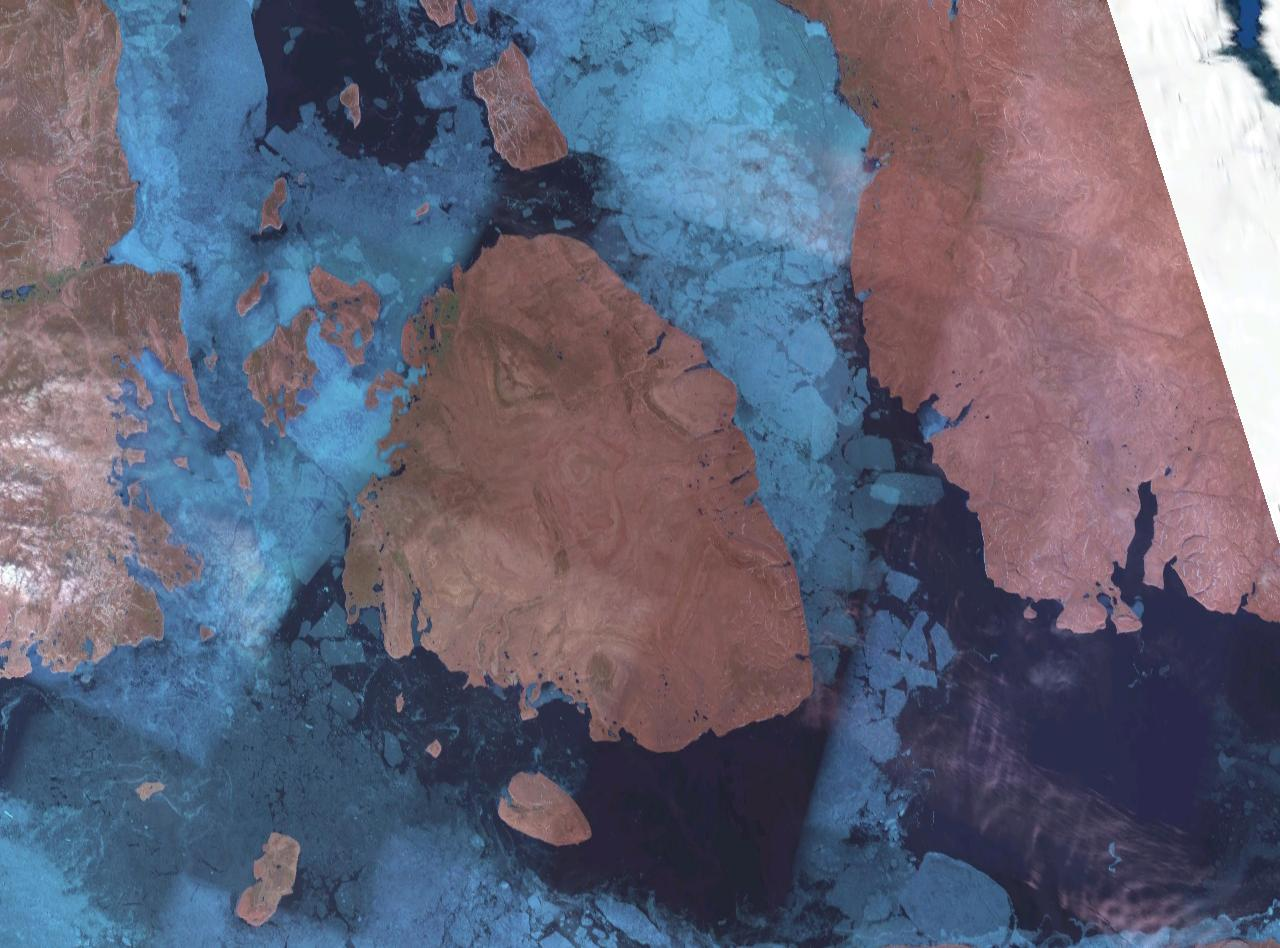
Imagine din satelit a insulei Cornwallis

Insula Cornwallis este o insulă din Arhipelagul Arctic Canadian, aparținând administrativ de regiunea Qikiqtaaluk a teritoriului Nunavut din Canada. Cu o suprafață de 6995 km2 ,  ea ocupă locul 96 în lume și locul 21 în Canada.
Insula se află între insula Devon, la est și nord, separată de ea prin strâmtoarea Wellington și insula Bathurst la vest, separată de ea prin strâmtoarea McDougall. La sud, strâmtoarea Barrow, parte a canalului Parry o desparte de insula Somerset. În jurul insulei Cornwallis se află o serie de insule mai mici, cum ar fi insula Little Cornwallis, insula Baillie-Hamilton, insula Griffith, insula Truro etc.
Pe insula Cornwallis, ca și pe alte insule din această zonă, se întâlnesc colonii microbiologice specifice, numite hipoliți.
Singura așezare umană permanentă de pe insulă este Resolute (în inuktitut: Qausuittuq), cu o populație de 229 locuitori în anul 2006. Această localitate, care dispune și de un mic aeroport, a fost fondată în 1947 și servește ca punct de plecare pentru expedițiile arctice și pentru aprovizionarea cu bunuri și alimente a celorlalte așezări din zonă. 
Insula Cornwallis a fost descoperită de către exploratorul britanic Sir William Edward Parry în 1819 și numită în onoarea amiralului britanic Sir William Cornwallis.